# Musculus peroneus longus
De musculus peroneus longus hoort tot de oppervlaktespieren aan de laterale zijde van het onderbeen.